# Erik Thorstvedt
Erik Thorstvedt (Stavanger, Noruega, 28 de octubre de 1962) es un exfutbolista noruego, se desempeña como guardameta. Su etapa más conocida fue cuando jugó en el Tottenham Hotspur.

## Clubes
| Club                     | País       | Año         | Partidos | Goles |
| Viking FK                | Noruega    | 1980 - 1981 | 0        | 0     |
| Eik-Tønsberg             | Noruega    | 1982 - 1983 | 44       | 0     |
| Viking FK                | Noruega    | 1984 - 1985 | 38       | 0     |
| Borussia Mönchengladbach | Alemania   | 1986        | 12       | 0     |
| IFK Göteborg             | Suecia     | 1987 - 1988 | 22       | 0     |
| Tottenham Hotspur        | Inglaterra | 1989 - 1996 | 218      | 0     |

- Datos: Q553903
- Multimedia: Erik Thorstvedt / Q553903